# Окадзакі Сіндзі
Сіндзі Окадзакі (яп. 岡崎慎司, нар. 16 квітня 1986, Такарадзука, Японія) — японський футболіст, нападник іспанської «Уески» та національної збірної Японії.

## Клубна кар'єра
У дорослому футболі дебютував 2005 року виступами за команду клубу «Сімідзу С-Палс», в якій провів шість сезонів, взявши участь у 121 матчі чемпіонату. Більшість часу, проведеного у складі «Сімідзу С-Палс», був основним гравцем атакувальної ланки команди. У складі «Сімідзу С-Палс» був одним з головних бомбардирів команди, маючи середню результативність на рівні 0,35 голу за гру першості.
До складу німецького «Штутгарта» приєднався 2011 року. Протягом 2,5 сезонів відіграв за штутгартський клуб 63 матчі в національному чемпіонаті.
2013 року уклав контракт з клубом «Майнц 05», у складі якого провів наступні два роки своєї кар'єри гравця.  Тренерським штабом нового клубу також розглядався як гравець «основи». В новому клубі був серед найкращих голеодорів, відзначаючись забитим голом в середньому щонайменше у кожній третій грі чемпіонату.
Влітку 2015 року став гравцем англійського «Лестер Сіті». У своєму дебютному сезоні в новій команді допоміг їй неочікувано пермогти у Прем'єр-лізі. Загалом відіграв в Англії чотири сезони, взявши участь у 99 іграх національної першості.
30 липня 2019 року на правах вільного агента уклав однорічний контракт з іспанською «Малагою». Утім за місяць клуб був змушений розірвати угоду з японцем через перевищення граничного розміру заробітних плат, передбаченого Ла-Лігою. Гравець залишився в Іспанії, уклавши 4 вересня 2019 року контракт з друголіговою «Уескою».

## Виступи за збірні
Протягом 2007—2008 років залучався до складу молодіжної збірної Японії. На молодіжному рівні зіграв у 14 офіційних матчах, забив 1 гол.
2008 року дебютував в офіційних матчах у складі національної збірної Японії. Наразі провів у формі головної команди країни 64 матчі, забивши 33 голи.
У складі збірної був учасником чемпіонату світу 2010 року, кубка Азії з футболу 2011 року, здобувши того року титул переможця турніру, розіграшу Кубка конфедерацій 2013 року, чемпіонату світу 2014 року і кубка Азії з футболу 2015 року.
29 березня 2016 року провів свою соту гру за національну команду.
31 травня 2018 року був включений до заявки збірної на тогорічний чемпіонат світу, де виходив на поле в усіх трьох іграх групового етапу. Наступного року став учасником Кубка Америки 2019, куди японців було запрошено як гостьову команду.
| Дата       | Місто                       | Господарі         | Результат               | Гості                | Турнір                        | Голи | Примітки       |
| ---------- | --------------------------- | ----------------- | ----------------------- | -------------------- | ----------------------------- | ---- | -------------- |
| 9-10-2008  | Ніїґата                     | Японія            | 1 – 1                   | ОАЕ                  | товариський матч              | -    | 82'            |
| 15-10-2008 | Сайтама                     | Японія            | 1 – 1                   | Узбекистан           | Відбір до ЧС 2010             | -    | 62'            |
| 13-11-2008 | Кобе                        | Японія            | 3 – 1                   | Сирія                | товариський матч              | -    |                |
| 19-11-2008 | Доха                        | Катар             | 0 – 3                   | Японія               | Відбір до ЧС 2010             | -    | 86'            |
| 20-1-2009  | Кумамото                    | Японія            | 2 – 1                   | Ємен                 | Відбір до Кубка Азії 2011     | 1    |                |
| 28-1-2009  | Ріффа                       | Бахрейн           | 1 – 0                   | Японія               | Відбір до Кубка Азії 2011     | -    | 76'            |
| 4-2-2009   | Токіо                       | Японія            | 5 – 1                   | Фінляндія            | товариський матч              | 2    |                |
| 11-2-2009  | Йокогама                    | Японія            | 0 – 0                   | Австралія            | Відбір до ЧС 2010             | -    | 83'            |
| 28-3-2009  | Сайтама                     | Японія            | 1 – 0                   | Бахрейн              | Відбір до ЧС 2010             | -    | 86'            |
| 27-5-2009  | Осака                       | Японія            | 4 – 0                   | Чилі                 | Kirin Cup                     | 2    | 71'            |
| 31-5-2009  | Токіо                       | Японія            | 4 – 0                   | Бельгія              | Kirin Cup                     | 1    | 69'            |
| 6-6-2009   | Ташкент                     | Узбекистан        | 0 – 1                   | Японія               | Відбір до ЧС 2010             | 1    |                |
| 10-6-2009  | Йокогама                    | Японія            | 1 – 1                   | Катар                | Відбір до ЧС 2010             | -    |                |
| 17-6-2009  | Мельбурн                    | Австралія         | 2 – 1                   | Японія               | Відбір до ЧС 2010             | -    |                |
| 5-9-2009   | Енсхеде                     | Нідерланди        | 3 – 0                   | Японія               | товариський матч              | -    |                |
| 9-9-2009   | Утрехт                      | Японія            | 4 – 3                   | Гана                 | товариський матч              | 1    | 84'            |
| 8-10-2009  | Сідзуока                    | Японія            | 6 – 0                   | Гонконг              | Відбір до Кубка Азії 2011     | 3    |                |
| 14-10-2009 | Повіт Міяґі                 | Японія            | 5 – 0                   | Того                 | товариський матч              | 3    | 78'            |
| 14-11-2009 | Порт-Елізабет               | ПАР               | 0 – 0                   | Японія               | товариський матч              | -    |                |
| 18-11-2009 | Гонконг                     | Гонконг           | 0 – 4                   | Японія               | Відбір до Кубка Азії 2011     | 1    |                |
| 2-2-2010   | Ойта                        | Японія            | 0 – 0                   | Венесуела            | товариський матч              | -    | 75'            |
| 6-2-2010   | Токіо                       | Японія            | 0 – 0                   | КНР                  | Кубок Східної Азії 2010       | -    |                |
| 14-2-2010  | Токіо                       | Японія            | 1 – 3                   | Південна Корея       | Кубок Східної Азії 2010       | -    |                |
| 3-3-2010   | Тойота                      | Японія            | 0 – 0                   | Бахрейн              | Відбір до Кубка Азії 2011     | 1    |                |
| 7-4-2010   | Осака                       | Японія            | 0 – 3                   | Сербія               | товариський матч              | -    |                |
| 24-5-2010  | Сайтама                     | Японія            | 0 – 2                   | Південна Корея       | товариський матч              | -    |                |
| 30-5-2010  | Грац                        | Японія            | 1 – 2                   | Англія               | товариський матч              | -    | 68'            |
| 4-6-2010   | Сьйон                       | Японія            | 0 – 2                   | Кот-д'Івуар          | товариський матч              | -    | 66'            |
| 14-6-2010  | Блумфонтейн                 | Японія            | 1 – 0                   | Камерун              | ЧС 2010 - 1-й етап            | -    | 69'            |
| 19-6-2010  | Дурбан                      | Нідерланди        | 1 – 0                   | Японія               | ЧС 2010 - 1-й етап            | -    | 77'            |
| 24-6-2010  | Рустенбург                  | Данія             | 1 – 3                   | Японія               | ЧС 2010 - 1-й етап            | 1    | 74'            |
| 29-6-2010  | Преторія                    | Парагвай          | 0 – 0 д.ч. (5 - 3 п.п.) | Японія               | ЧС 2010 - чвертьфінал         | -    | 65'            |
| 4-9-2010   | Йокогама                    | Японія            | 1 – 0                   | Парагвай             | товариський матч              | -    | 77'            |
| 7-9-2010   | Осака                       | Японія            | 2 – 1                   | Гватемала            | товариський матч              | -    | 66'            |
| 8-10-2010  | Сайтама                     | Японія            | 1 – 0                   | Аргентина            | товариський матч              | 1    | 71'            |
| 9-1-2011   | Доха                        | Японія            | 1 – 1                   | Йорданія             | Кубок Азії 2011 - 1-й етап    | -    | 58'            |
| 13-1-2011  | Доха                        | Сирія             | 1 – 2                   | Японія               | Кубок Азії 2011 - 1-й етап    | -    | 65'            |
| 17-1-2011  | Ар-Райян                    | Саудівська Аравія | 0 – 5                   | Японія               | Кубок Азії 2011 - 1-й етап    | 3    |                |
| 21-1-2011  | Доха                        | Японія            | 3 – 2                   | Катар                | Кубок Азії 2011 - чвертьфінал | -    |                |
| 25-1-2011  | Доха                        | Японія            | 2 – 2 д.ч. (3 - 0 п.п.) | Південна Корея       | Кубок Азії 2011 - півфінал    | -    |                |
| 29-1-2011  | Доха                        | Австралія         | 0 – 1 д.ч. (- п.п.)     | Японія               | Кубок Азії 2011 - Фінал       | -    | 4º titolo      |
| 1-6-2011   | Ніїґата                     | Японія            | 0 – 0                   | Перу                 | Kirin Cup                     | -    |                |
| 7-6-2011   | Йокогама                    | Японія            | 0 – 0                   | Чехія                | Kirin Cup                     | -    |                |
| 10-8-2011  | Саппоро                     | Японія            | 3 – 0                   | Південна Корея       | товариський матч              | -    | 36'            |
| 2-9-2011   | Сайтама                     | Японія            | 1 – 0                   | Північна Корея       | Відбір до ЧС 2014             | -    |                |
| 6-9-2011   | Ташкент                     | Узбекистан        | 1 – 1                   | Японія               | Відбір до ЧС 2014             | 1    |                |
| 11-10-2011 | Осака                       | Японія            | 8 – 0                   | Таджикистан          | Відбір до ЧС 2014             | 2    | 77'            |
| 11-11-2011 | Душанбе                     | Таджикистан       | 0 – 4                   | Японія               | Відбір до ЧС 2014             | 2    |                |
| 15-11-2011 | Пхеньян                     | Північна Корея    | 1 – 0                   | Японія               | Відбір до ЧС 2014             | -    |                |
| 29-2-2012  | Тойота                      | Японія            | 0 – 1                   | Узбекистан           | Відбір до ЧС 2014             | -    |                |
| 23-5-2012  | Сідзуока                    | Японія            | 2 – 0                   | Азербайджан          | товариський матч              | 1    |                |
| 3-6-2012   | Сайтама                     | Японія            | 3 – 0                   | Оман                 | Відбір до ЧС 2014             | 1    | 74'            |
| 8-6-2012   | Сайтама                     | Японія            | 6 – 0                   | Йорданія             | Відбір до ЧС 2014             | -    |                |
| 12-6-2012  | Брисбен                     | Австралія         | 1 – 1                   | Японія               | Відбір до ЧС 2014             | -    | 87'            |
| 15-8-2012  | Саппоро                     | Японія            | 1 – 1                   | Венесуела            | товариський матч              | -    | 73'            |
| 6-9-2012   | Ніїґата                     | Японія            | 1 – 0                   | ОАЕ                  | товариський матч              | -    | 46'            |
| 11-9-2012  | Сайтама                     | Японія            | 1 – 0                   | Ірак                 | Відбір до ЧС 2014             | -    |                |
| 14-11-2012 | Маскат                      | Оман              | 1 – 2                   | Японія               | Відбір до ЧС 2014             | 1    |                |
| 6-2-2013   | Кобе                        | Японія            | 3 – 0                   | Латвія               | товариський матч              | 2    | 82'            |
| 22-3-2013  | Доха                        | Японія            | 2 – 1                   | Канада               | товариський матч              | 1    | 46'            |
| 26-3-2013  | Амман                       | Йорданія          | 2 – 1                   | Японія               | Відбір до ЧС 2014             | -    |                |
| 4-6-2013   | Сайтама                     | Японія            | 1 – 1                   | Австралія            | Відбір до ЧС 2014             | -    | 87'            |
| 11-6-2013  | Доха                        | Ірак              | 0 – 1                   | Японія               | Відбір до ЧС 2014             | 1    |                |
| 15-6-2013  | Бразиліа                    | Бразилія          | 3 – 0                   | Японія               | Кубок Конфедерацій            | -    |                |
| 19-6-2013  | Ресіфі                      | Італія            | 4 – 3                   | Японія               | Кубок Конфедерацій            | 1    |                |
| 22-6-2013  | Белу-Оризонті               | Японія            | 1 – 2                   | Мексика              | Кубок Конфедерацій            | 1    |                |
| 14-8-2013  | Повіт Міяґі                 | Японія            | 2 – 4                   | Уругвай              | товариський матч              | -    |                |
| 6-9-2013   | Осака                       | Японія            | 3 – 0                   | Гватемала            | товариський матч              | -    | 62'            |
| 11-10-2013 | Новий Сад                   | Сербія            | 2 – 0                   | Японія               | товариський матч              | -    | 89'            |
| 15-10-2013 | Жодино                      | Білорусь          | 1 – 0                   | Японія               | товариський матч              | -    |                |
| 16-11-2013 | Генк                        | Нідерланди        | 2 – 2                   | Японія               | товариський матч              | -    |                |
| 19-11-2013 | Брюссель                    | Бельгія           | 2 – 3                   | Японія               | товариський матч              | 1    | 46'            |
| 5-3-2014   | Токіо                       | Японія            | 4 – 2                   | Нова Зеландія        | товариський матч              | 2    | 46'            |
| 27-5-2014  | Сайтама                     | Японія            | 1 – 0                   | Кіпр                 | товариський матч              | -    | 28' 71'        |
| 2-6-2014   | Тампа                       | Коста-Рика        | 1 – 3                   | Японія               | товариський матч              | -    | 46'            |
| 6-6-2014   | Тампа                       | Японія            | 4 – 3                   | Замбія               | товариський матч              | -    | 60'            |
| 14-6-2014  | Ресіфі                      | Кот-д'Івуар       | 2 – 1                   | Японія               | ЧС 2014 - 1-й етап            | -    |                |
| 19-6-2014  | Натал (Ріу-Гранді-ду-Норті) | Японія            | 0 – 0                   | Греція               | ЧС 2014 - 1-й етап            | -    |                |
| 24-6-2014  | Куяба                       | Японія            | 1 – 4                   | Колумбія             | ЧС 2014 - 1-й етап            | 1    | 69'            |
| 5-9-2014   | Саппоро                     | Японія            | 0 – 2                   | Уругвай              | товариський матч              | -    |                |
| 9-9-2014   | Йокогама                    | Японія            | 2 – 2                   | Венесуела            | товариський матч              | -    | 46'            |
| 10-10-2014 | Ніїґата                     | Японія            | 1 – 0                   | Ямайка               | товариський матч              | -    | 59'            |
| 14-10-2014 | Сінгапур                    | Японія            | 0 – 4                   | Бразилія             | товариський матч              | -    |                |
| 14-11-2014 | Toyota                      | Японія            | 6 – 0                   | Гондурас             | товариський матч              | -    | 65'            |
| 18-11-2014 | Осака                       | Японія            | 2 – 1                   | Австралія            | товариський матч              | 1    | 77'            |
| 12-1-2015  | Ньюкасл                     | Японія            | 4 – 0                   | Палестина            | Кубок Азії 2015 - 1-й етап    | 1    | 78'            |
| 16-1-2015  | Брисбен                     | Ірак              | 0 – 1                   | Японія               | Кубок Азії 2015 - 1-й етап    | -    |                |
| 20-1-2015  | Мельбурн                    | Японія            | 2 – 0                   | Йорданія             | Кубок Азії 2015 - 1-й етап    | -    | 46' 76'        |
| 23-1-2015  | Сідней                      | Японія            | 1 – 1 д.ч. (4 - 5 п.п.) | ОАЕ                  | Кубок Азії 2015 - чвертьфінал | -    | 65'            |
| 27-3-2015  | Ойта                        | Японія            | 2 – 0                   | Туніс                | товариський матч              | 1    | 72'            |
| 31-3-2015  | Токіо                       | Японія            | 5 – 1                   | Узбекистан           | товариський матч              | 1    | 82'            |
| 11-6-2015  | Йокогама                    | Японія            | 4 – 0                   | Ірак                 | товариський матч              | 1    | 73'            |
| 16-6-2015  | Сайтама                     | Японія            | 0 – 0                   | Сінгапур             | Відбір до ЧС 2018             | -    |                |
| 3-9-2015   | Сайтама                     | Японія            | 3 – 0                   | Камбоджа             | Відбір до ЧС 2018             | -    | 78'            |
| 8-9-2015   | Тегеран                     | Афганістан        | 0 – 6                   | Японія               | Відбір до ЧС 2018             | 2    |                |
| 8-10-2015  | Ес-Сіб                      | Сирія             | 0 – 3                   | Японія               | Відбір до ЧС 2018             | 1    | 85'            |
| 13-10-2015 | Тегеран                     | Іран              | 1 – 1                   | Японія               | товариський матч              | -    | 65'            |
| 17-11-2015 | Пномпень                    | Камбоджа          | 0 – 2                   | Японія               | Відбір до ЧС 2018             | -    | 86'            |
| 24-3-2016  | Сайтама                     | Японія            | 5 – 0                   | Афганістан           | Відбір до ЧС 2018             | 1    |                |
| 29-3-2016  | Сайтама                     | Японія            | 5 – 0                   | Сирія                | Відбір до ЧС 2018             | -    | 100-та гра 77' |
| 3-6-2016   | Тойота                      | Японія            | 7 – 2                   | Болгарія             | Kirin Cup                     | 1    | 46'            |
| 7-6-2016   | Суйта                       | Японія            | 1 – 2                   | Боснія і Герцеговина | Kirin Cup                     | -    | 79'            |
| 1-9-2016   | Сайтама                     | Японія            | 1 – 2                   | ОАЕ                  | Відбір до ЧС 2018             | -    | 66'            |
| 6-10-2016  | Сайтама                     | Японія            | 2 – 1                   | Ірак                 | Відбір до ЧС 2018             | -    | 75'            |
| 11-11-2016 | Касіма                      | Японія            | 4 – 0                   | Оман                 | товариський матч              | -    | 61'            |
| 15-11-2016 | Токіо                       | Японія            | 2 – 1                   | Саудівська Аравія    | Відбір до ЧС 2018             | -    | 90'            |
| 23-3-2017  | Ель-Айн                     | ОАЕ               | 0 – 2                   | Японія               | Відбір до ЧС 2018             | -    | 82'            |
| 28-3-2017  | Сайтама                     | Японія            | 4 – 0                   | Таїланд              | Відбір до ЧС 2018             | 1    |                |
| 7-6-2017   | Тьофу                       | Японія            | 1 – 1                   | Сирія                | товариський матч              | -    | 85'            |
| 31-8-2017  | Сайтама                     | Японія            | 2 – 0                   | Австралія            | Відбір до ЧС 2018             | -    | 87'            |
| 5-9-2017   | Джидда                      | Саудівська Аравія | 1 – 0                   | Японія               | Відбір до ЧС 2018             | -    | 67'            |
| 30-5-2018  | Йокогама                    | Японія            | 0 – 2                   | Гана                 | товариський матч              | -    | 59'            |
| 12-6-2018  | Інсбрук                     | Японія            | 4 – 2                   | Парагвай             | товариський матч              | -    | 74'            |
| 19-6-2018  | Саранськ                    | Колумбія          | 1 – 2                   | Японія               | ЧС 2018 - 1-й етап            | -    | 85'            |
| 24-6-2018  | Єкатеринбург                | Японія            | 2 – 2                   | Сенегал              | ЧС 2018 - 1-й етап            | -    | 75'            |
| 28-6-2018  | Волгоград                   | Японія            | 0 – 1                   | Польща               | ЧС 2018 - 1-й етап            | -    | 47'            |
| 18-6-2019  | Сан-Паулу                   | Японія            | 0 – 4                   | Чилі                 | Копа Америка 2019 - 1-й етап  | -    | 79'            |
| 21-6-2019  | Порту-Алегрі                | Уругвай           | 2 – 2                   | Японія               | Копа Америка 2019 - 1-й етап  | -    |                |
| 25-6-2019  | Белу-Оризонті               | Еквадор           | 1 – 1                   | Японія               | Копа Америка 2019 - 1-й етап  | -    | 66'            |
| Усього     |                             | Матчів (4 місце)  | 119                     |                      | Голів (3 місце)               | 50   |                |

## Досягнення
- Чемпіон Японії:

«Сімідзу С-Палс»: 2009
- Чемпіон Англії:

«Лестер Сіті»: 2015/16
Збірні
- Володар Кубка Азії: 2011